# 雅士谷
雅士谷（英語：Ascot）是坐落在英格兰伯克郡东边的一个小镇，坐落於伦敦以西约25英里（40）處。这里因是雅士谷赛马举行地而著名。同时也是英国皇家赛马协会的坐落地。雅士谷包含三块，雅士谷，北雅士谷和南雅士谷。